# Armadillidium riparium
Armadillidium riparium is een pissebed uit de familie Armadillidiidae. De wetenschappelijke naam van de soort is voor het eerst geldig gepubliceerd in 1901 door Koch.